# Sumpfzeit
Sumpfzeit ist die Ruhezeit, die ein Pulver und eine Flüssigkeit benötigen, um sich zu einer homogenen Masse zu verbinden.
Beispiele
- Fugenspachtel kann erst nach der festgelegten Sumpfzeit verarbeitet werden.
- Die mehrjährige Sumpfzeit ist bei Sumpfkalk ein Qualitätsmerkmal.